# 水寨乡 (保山市)
水寨乡，是中华人民共和国云南省保山市隆阳区下辖的一个乡镇级行政单位。

## 行政区划
水寨乡下辖以下地区：
新路村、水寨村、上江边村、平坡村、洼子田村、棕元村、水沟村、太元村、海棠洼村和摆菜村。

## 中国传统村落
2013年8月，水寨村被评为第二批中国传统村落。